# Gregorio Fontana (politico)
Gregorio Fontana (Bergamo, 9 novembre 1963) è un politico italiano.
È stato deputato alla Camera dal 30 maggio 2001 al 12 ottobre 2022 per Forza Italia e Il Popolo della Libertà nell'arco di cinque legislature (XIV, XV, XVI, XVII, XVIII).

## Biografia
Giornalista pubblicista, ha coltivato la sua passione per la politica fin dalle scuole superiori, durante questo periodo è stato eletto consigliere del distretto e successivamente consigliere nella facoltà di giurisprudenza dell'Università di Bologna.
Ha svolto il servizio di leva nella Marina Militare, ufficiale commissario di complemento fa parte del Corpo Militare della Croce Rossa Italiana.
Ha ricoperto numerosi incarichi nelle istituzioni con funzioni di:
- Capo della Segreteria e Segretario Particolare del Ministro per i rapporti con il Parlamento;
- Capo della Segreteria del Ministro per gli Affari Regionali;
- Capo della Segreteria del Ministro dei Trasporti e della Marina Mercantile;
- Segretario Particolare e Capo della Segreteria del Ministro di Grazia e Giustizia.

## Attività politica
Inizia la propria attività politica nella Gioventù Liberale Italiana, l'organizzazione giovanile del Partito Liberale Italiano (PLI), ricoprendone la carica di presidente nazionale.
Nel 1991 diventa Responsabile nazionale dell'organizzazione del PLI, rimanendo in carica fino al 1993, dove nello stesso periodo è membro della direzione centrale del Partito Liberale Italiano.
Allo scioglimento e successiva diaspora del PLI, Fontana aderisce all'Unione di Centro di Raffaele Costa, ultimo segretario del PLI, del quale dal 1994 al 1996 ricopre l'incarico di vicesegretario nazionale.
Dal 1997 è dirigente nazionale dell'ufficio struttura e relazioni interne di Forza Italia.

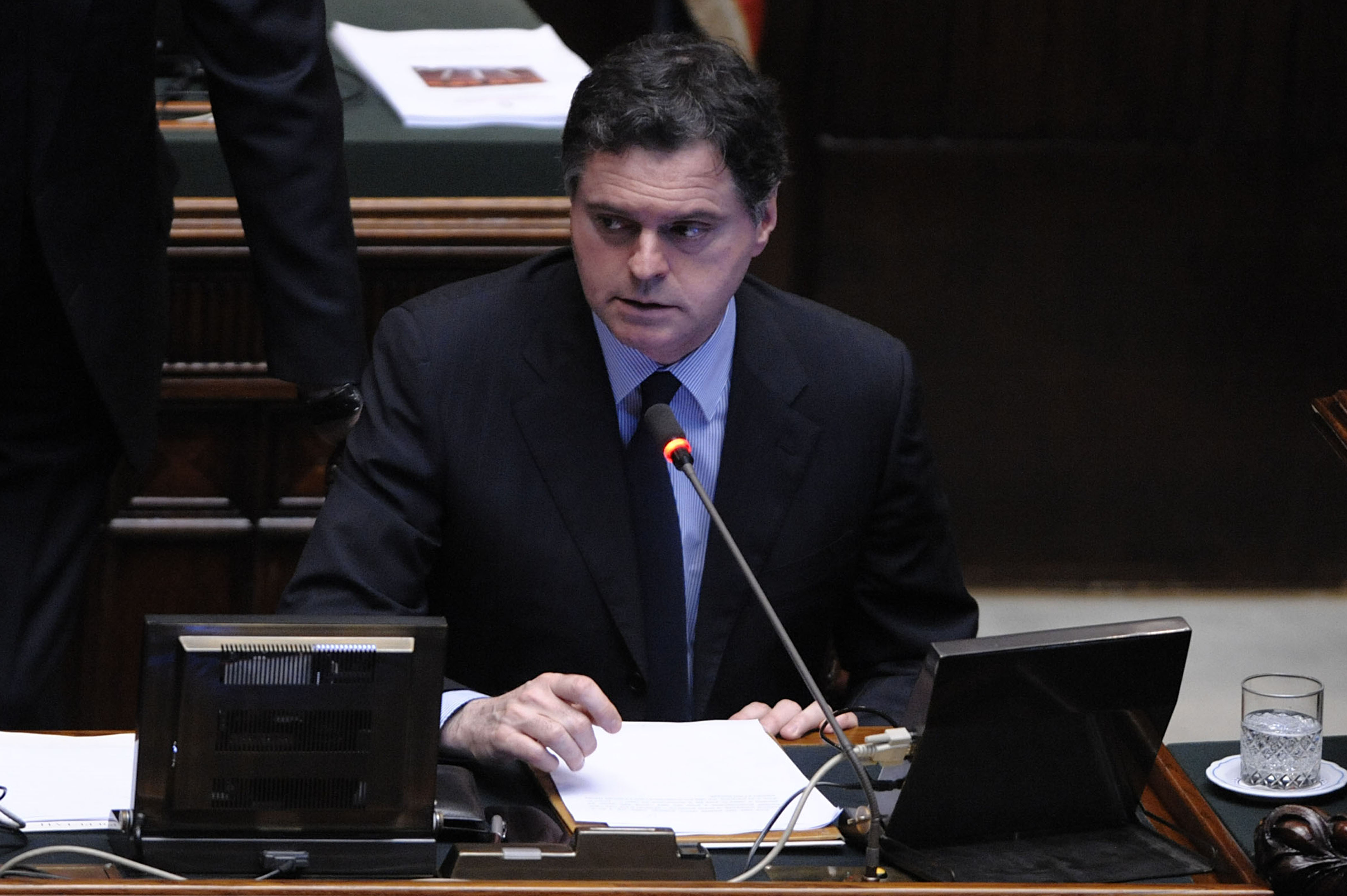
Gregorio Fontana nel 2013.

Alle elezioni politiche del 2001 viene candidato alla Camera dei deputati nel collegio elettorale di Dalmine, sostenuto dalla coalizione di centro-destra Casa delle Libertà in quota forzista, risultando eletto per la prima volta deputato con il 52,57% dei voti e superando i candidati de L'Ulivo Giovanni Barbieri (36,56%), della Lista Di Pietro Vincenzo Ravanelli (6,86%) e di Democrazia Europea Antonio Giovanni Marrone (4,01%). Nella XIV legislatura della Repubblica è stato componente della 1ª Commissione Affari Costituzionali, della Presidenza del Consiglio e interni, in sostituzione del sottosegretario alle Riforme istituzionali e devoluzione Aldo Brancher, della 4ª Commissione Difesa e della Giunta delle elezioni, di cui è anche capogruppo per Forza Italia.
Dal settembre 2002 al febbraio 2003, svolge l'incarico di commissario del coordinamento di Forza Italia di Padova. Nell'aprile 2003, viene nominato coordinatore del “Gruppo di lavoro per l'aggiornamento dello statuto di Forza Italia”.
Membro del comitato di presidenza e del coordinamento nazionale di Forza Italia come responsabile nazionale del settore adesioni.
Alle politiche del 2006 viene ricandidato alla Camera, tra le liste di Forza Italia nella circoscrizione Lombardia 2 in quinta posizione, venendo rieletto a Montecitorio. Nel corso della XV legislatura ha fatto parte della Commissione speciale per l'esame di disegni di legge di conversione di decreti legge, della 4ª Commissione Difesa e della Giunta delle elezioni, di cui ricopre l'incarico di capogruppo per Forza Italia.
Membro della commissione statuto di Forza Italia e del Popolo della Libertà (PdL), in quest'ultimo è stato membro della direzione nazionale e del coordinamento nazionale del PdL come responsabile nazionale del settore adesioni.

Alle elezioni del 2008 si ricandida alla Camera, nelle liste del PdL (che univa principalmente Forza Italia e Alleanza Nazionale) nella medesima circoscrizione in settima posizione, venendo eletto per la terza volta a Montecitorio. Nella XVI legislatura della Repubblica è stato segretario dell'ufficio di presidenza della Camera dei deputati, facendo parte della Sezione giurisdizionale e del Comitato per la comunicazione e l'informazione esterna, oltreché componente della 4ª Commissione Difesa e della Giunta delle elezioni, dove fa parte del Comitato per le incompatibilità, le ineleggibilità e le decadenze.
Alle elezioni politiche del 2013 si candida alla Camera dei deputati, tra le liste del PdL nella circoscrizione Lombardia 2 in seconda posizione, risultando eletto deputato. Nel corso della XVII legislatura è stato componente della 4ª Commissione Difesa, della 8ª Commissione Ambiente, Territorio e Lavori pubblici, Comitato per le incompatibilita', le ineleggibilita' e le decadenze, della Commissione parlamentare d'inchiesta sul sistema di accoglienza, di identificazione ed espulsione, nonché sulle condizioni di trattenimento dei migranti e sulle risorse pubbliche impegnate, della Giunta delle elezioni, dove ricopre l'incarico di capogruppo per Forza Italia, e questore dell'ufficio di presidenza della Camera, facendo parte del Comitato per gli affari del personale, del Comitato per la sicurezza, del Comitato di vigilanza sull'attività di documentazione e del Comitato per la comunicazione e l'informazione esterna.
Il 16 novembre 2013, contestualmente allo scioglimento del Popolo della Libertà, aderisce alla rinascita di Forza Italia, divenendo ad ottobre 2015 Responsabile nazionale del settore organizzazione del partito.
Alle elezioni politiche del 2018 viene candidato alla Camera, nelle liste di Forza Italia nel collegio plurinominale Lombardia 3 - 02, venendo eletto deputato. Nella XVIII legislatura della Repubblica è stato confermato questore dell'ufficio di presidenza della Camera, facendo parte del Comitato per gli affari del personale, del Comitato per la sicurezza, del Comitato di vigilanza sull'attività di documentazione e del Comitato per la comunicazione e l'informazione esterna, componente della 4ª Commissione Difesa e della Giunta delle elezioni.

## Attività parlamentare
In Parlamento ha sempre seguito con particolare attenzione le problematiche inerenti al settore della difesa e della sicurezza, partecipando a numerose missioni della Camera dei deputati in visita ai contingenti italiani impegnati nelle operazioni di pace all'estero ed in particolare in Iraq, Afghanistan e nei Balcani.
Nella XVII legislatura, con un emendamento a sua prima firma al Ddl 119/2014 sulla sicurezza negli stadi, ha introdotto in Italia la sperimentazione del taser, aprendo formalmente la strada alla dotazione ordinaria della pistola elettrica alle Forze dell’Ordine stabilita il 15 marzo 2022.
Altro ambito in cui è stato particolarmente attivo è quello delle questioni attinenti alla legge elettorale, alla verifica dei risultati delle elezioni e alla verifica dei poteri nella Giunta Elezioni e in Commissione Affari Costituzionali.
Nelle XV e XVI legislatura, inoltre, si è occupato di sollecitare e sensibilizzare il Parlamento sulla questione relativa alla revisione e al contenimento delle spese del Parlamento e della Pubblica Amministrazione, proponendo, prima da semplice deputato poi da membro dell'Ufficio di Presidenza, soluzioni volte alla razionalizzazione e alla trasparenza dell'attività della Camera dei Deputati. Tra i vari risultati raggiunti la pubblicazione on line delle presenze dei Deputati.
Nel corso della XVII e XVIII legislatura come questore della Camera ha contribuito in maniera determinante alla razionalizzazione delle spese della Camera, al miglioramento dei servizi e ad una progressiva digitalizzazione delle procedure per lo svolgimento dell’attività parlamentare. Tali attività hanno determinato risultati straordinari e senza precedenti con un risparmio complessivo di oltre 500 milioni di Euro. Una parte consistente dei risparmi conseguiti è stata destinata alle popolazioni di Lazio, Marche, Umbria e Abruzzo colpite dal terremoto del 24 agosto 2016.
Fontana, inoltre, ha sempre avuto particolare sensibilità e attenzione ai problemi della provincia di Bergamo, sua terra d'origine, intervenendo in più occasioni con atti legislativi, di indirizzo e ispettivi, riguardanti i problemi sociali ed economici della provincia orobica e della Lombardia.